# Miyamoto Tsuneyasu
Miyamoto Tsuneyasu (宮本 恒靖 sinh ngày 7 tháng 2 năm 1977) là một cựu cầu thủ và huấn luyện viên bóng đá Nhật Bản. Anh thi đấu cho Đội tuyển bóng đá quốc gia Nhật Bản. Hiện tại anh đang là chủ tịch Hiệp hội bóng đá Nhật Bản.
Là một trung vệ, Miyamoto có 71 trận cho đội tuyển quốc gia và tham dự Giải vô địch bóng đá thế giới 2002 và 2006 cũng như Cúp bóng đá châu Á 2004. Miyamoto cũng là đội trưởng của Gamba Osaka trong mùa giải vô địch J1 League 2005.
Anh là thành viên tốt nghiệp khóa 13 của FIFA Master.

## Thống kê sự nghiệp
| Đội tuyển bóng đá Nhật Bản | Đội tuyển bóng đá Nhật Bản | Đội tuyển bóng đá Nhật Bản |
| Năm                        | Trận                       | Bàn                        |
| -------------------------- | -------------------------- | -------------------------- |
| 2000                       | 2                          | 0                          |
| 2001                       | 3                          | 0                          |
| 2002                       | 11                         | 0                          |
| 2003                       | 10                         | 0                          |
| 2004                       | 19                         | 2                          |
| 2005                       | 15                         | 1                          |
| 2006                       | 11                         | 0                          |
| Tổng cộng                  | 71                         | 3                          |